# Servische vereniging van American Football
De Servische Vereniging voor American Football (Srpska asocijacija američkog fudbala, SAAF) is een organisatie die American football in Servië bestuurt. Gevestigd in Belgrado, werd het opgericht in 2003. De huidige voorzitter is Nikola Davidović.

## Geschiedenis
De Servische Vereniging voor American Football werd opgericht in 2003. De eerste club werd een jaar eerder opgericht in Sremska Mitrovica, bekend als de Sirmium Legionnaires. Kort daarna werden teams zoals Wild Boars Kragujevac, Wolves Belgrado, Panthers Pančevo en Stids Niš opgericht, wat de weg vrijmaakte voor het eerste seizoen onder de organisatie van de vereniging. Vanwege financiële beperkingen werd de eerste competitie gespeeld zonder goede uitrusting.
In 2006 sloten vier Servische teams met de juiste uitrusting zich aan bij de SELAF League, een regionale competitie voor Zuidoost-Europa. Deze clubs waren de Novi Sad Dukes, Wild Boars Kragujevac, Wolves Belgrado en de Sirmium Legionnaires. De overige elf teams zonder uitrusting speelden in een aparte competitie, verdeeld in Noord- en Zuidgroepen op basis van hun locatie. In 2007 vond het eerste seizoen van de volledig uitgeruste competitie in Servië plaats, terwijl zeven teams zonder uitrusting hun laatste seizoen speelden. Tegen 2008 beschikten alle deelnemende teams in Servië over de benodigde uitrusting.
De regels voor American football in het nationale kampioenschap volgen niet de NFL-regels, maar de NCAA-regels, die in bepaalde opzichten verschillen van de regels van professionele American football-competities.
In 2008 vond er een splitsing binnen de SAAF plaats, wat leidde tot de oprichting van twee parallelle organisaties: de SAFS, voornamelijk geleid door Wild Boars Kragujevac en Belgrade Blue Dragons, en de SAAF, gevormd door Wolves Belgrado, Novi Sad Dukes en verschillende andere clubs. Gelukkig duurde deze periode niet lang, en tegen het seizoen van 2011 herenigden de clubs zich onder één enkele vereniging, wat een natuurlijke ontwikkeling was.
In dat seizoen namen 20 clubs deel aan de competitie, verdeeld over drie divisies: Centraal, Noord en Zuid. De kampioen van Servië werden de Belgrade Vukovi, die in een spannende finale de thuisclub Wild Boars versloegen in Kragujevac, voor meer dan 1000 toeschouwers.
De daaropvolgende drie jaren bleef Wolves dominant en wonnen ze de kampioenschappen in 2012, 2013 en 2014. Het jaar daarna veroverden de Novi Sad Dukes hun eerste titel in de clubgeschiedenis, waarbij ze een perfect seizoen afsloten met een ongeslagen overwinning van 25-23 op Vukovi Belgrado in de finale. Deze overwinning bezorgde hen ook de CEFL League-titel, waar de finalisten concurreerden met Silverhawks Ljubljana en Blue Devils Sinoplex.
Sinds 2016 hebben de Wild Boars Kragujevac de overhand genomen en vier opeenvolgende titels gewonnen. Ze versloegen Vukovi Belgrado drie keer (in 2016, 2018 en 2019) en de Novi Sad Dukes eenmaal in 2017. 

## Presidenten
- Vuk Dinčić (2010–2013)
- Rade Rakočević (2013–2017)
- Branko Vučinić (2017–2021)
- Nikola Davidović (2021–heden) [2]

## Partners en sponsoringen
- Arena Channels group[3]
- Meridian[4]
- Penta
- K-food
- Sportbond van Servië
- Ministerie van Jeugd en Sport[5]

## Bekijk meer
- Servisch nationaal Amerikaans voetbalelftal
- Nationale Liga Servië